# Плохое поведение
«Плохо́е поведе́ние» (англ. Behaving Badly) — комедия 2014 года режиссёра Тима Гаррика, снятая по роману Рика Брауда «Пока я мёртв, покормите собаку». В главных ролях Нат Вольф и Селена Гомес. Мировая премьера фильма состоялась 9 июня 2014 года.

## Сюжет
Рик Стивенс готов сделать всё возможное, чтобы завоевать сердце Нины Пеннингтон. Даже если придётся иметь дело с сыном гангстера, группой стриптизёрш, возбуждённой матерью своего лучшего друга, боссом потребителей наркотиков, извращенцем директором, священником с секретом, суицидной матерью, и покровителем, который дает загадочный совет. Никто никогда не говорил, что любовь заполучить легко.

## В ролях
| Актёр            | Роль                          |
| ---------------- | ----------------------------- |
| Нэт Вулфф        | Рик Стивенс                   |
| Селена Гомес     | Нина Пеннигтон                |
| Мэри-Луиз Паркер | Люси Стивенс / Святая Лола    |
| Элизабет Шу      | Памела Бендер / Святая Поппи  |
| Дилан Макдермотт | Джимми Лич                    |
| Лаклан Бьюкенен  | Билли Бендер                  |
| Хизер Грэм       | Аннетт Стрэттон-Осборн        |
| Эшли Рикардс     | Кристен Стивенс / порнозвезда |
| Джейсон Ли       | отец Краминс                  |
| Остин Стоуэлл    | Кевин Карпентер               |
| Кэри Элвес       | Джозеф Стивенс                |
| Патрик Уорбертон | директор Бэзил Пул            |
| Гэри Бьюзи       | Кларк                         |
| Джейсон Акунья   | Брайан Сэвадж                 |
| Расти Джойнер    | Кит Бендер                    |
| Нейт Хартли      | Карлис Малинаускас            |
| Митч Хьюэр       | Стивен Стивенс                |
| Скотт Эванс      | Ронни Уотт                    |
| Минди Робинсон   | подруга Кристин               |
| Джастин Бибер    | заключённый                   |